# 马修·李奇威
馬修·邦克·李奇威（英語：Matthew Bunker Ridgway，1895年3月3日—1993年7月26日），是美國陸軍上將，最標誌性的是胸前掛著兩個手榴彈的作戰裝束。他以在韓戰中挽救了全面溃败的聯合國軍，并阻击中国人民志愿军的攻勢而聞名。

## 生涯初期經歷
李奇威1895年3月3日生於維吉尼亞州門羅堡。1917年畢業於西點軍校，被授予陸軍少尉軍銜。畢業後的第二年，他回到西點軍校，擔任西班牙語教員。在佐治亞州班宁堡步兵學校完成軍官課程後，李奇威曾在駐中國的第15步兵團任職。之後，他又被派往尼加拉瓜，負責監督1927年舉行的自由選舉。
1930年，李奇威出任菲律賓總督顧問。幾年後，他進入堪薩斯州莱文沃思堡指揮和參謀學校學習，與此同時（30年代中期），他還擔任第6軍助理參謀長。此後，他先後擔任第2軍副參謀長和第4軍助理參謀長。

## 第二次世界大戰

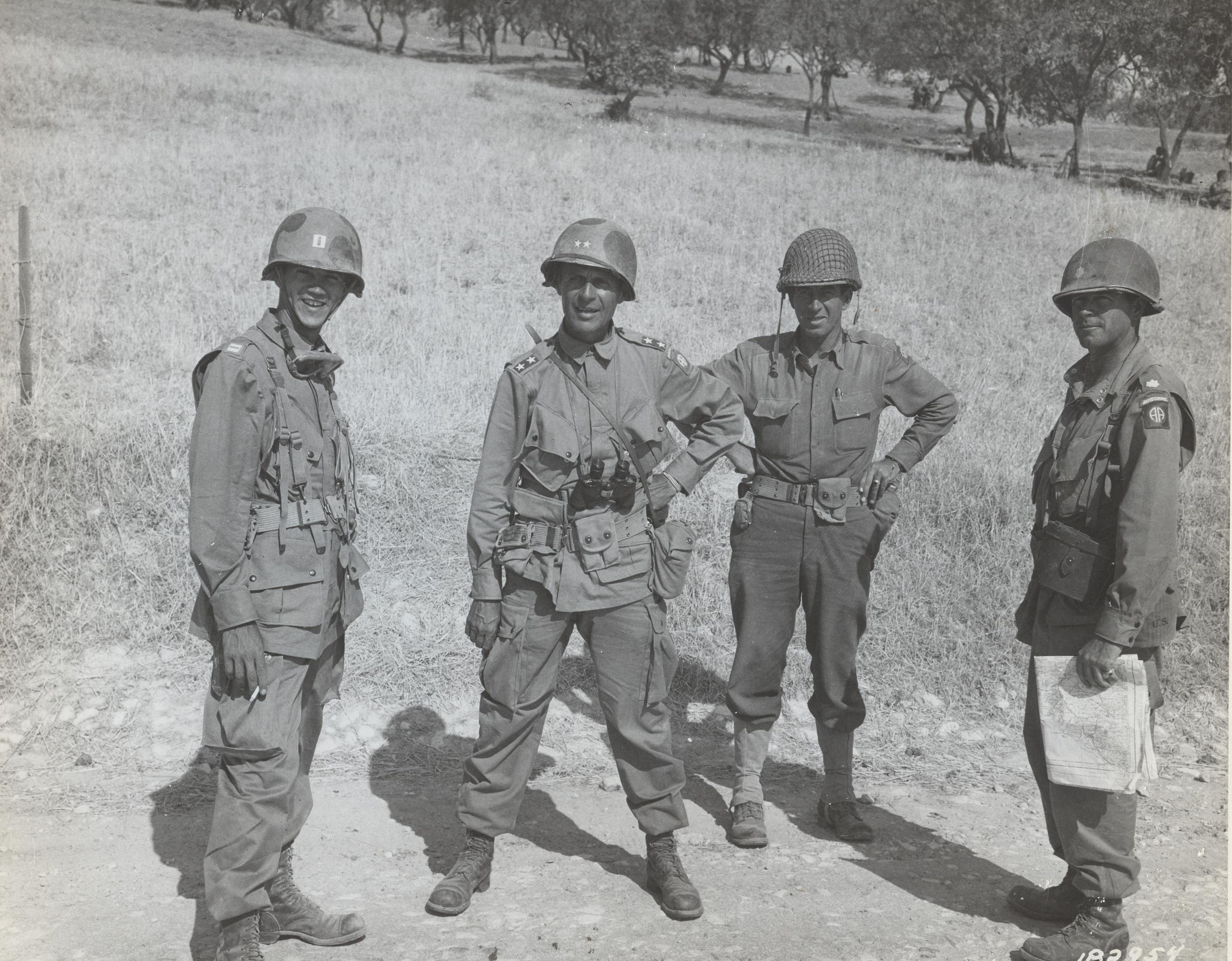
左二為李奇威

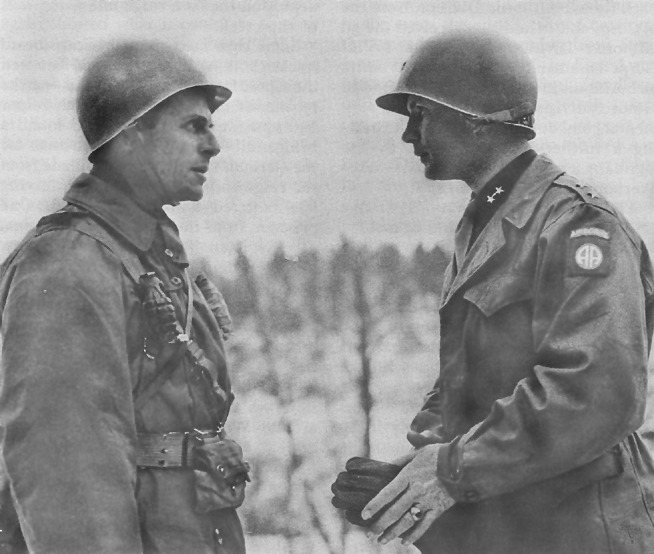
突出部戰役和加文指揮官

喬治·馬歇爾對李奇威頗為欣賞，第二次世界大戰爆發後不久，他便把李奇威調到了戰爭計劃處（War Plans Division）。
1942年8月，李奇威晉陞為准將，並在奧馬爾·N·布雷德利調任第28步兵師後，受命指揮第82空降師。第82師被選中成為全軍最早的兩個空降師之一，很大程度上得益於李奇威作為一名教官所具有的技巧，和他比同僚們更為靈活的思想。——空降師在當時還只是陸軍的一項實驗。
李奇威協助策劃了1943年在西西里島的空降作戰。一年後，他又協助策劃了「霸王行动」中的空降作戰。諾曼底登陸時，他隨部隊一起傘降在法國，在向圣-索沃尔-勒-维孔特一線推進過程中，連續戰鬥了33天。1944年9月，李奇威被任命為第18空降軍軍長，率部進入德國。一年後，他晉陞為中將。戰爭結束時，他正乘坐飛機前去接受新的使命，而他的新上級——陸軍五星上將道格拉斯·麥克阿瑟，在他還是西點美國軍事學院的一名上尉時，就已經是他的領導。
1945年，李奇威在呂宋待了一段時間，之後受命指揮地中海戰區的美國部隊，同時還獲得了一個新頭銜：「地中海盟軍副最高指揮官」。40年代末，他擔任了加勒比地區美軍司令，後來又出任副總參謀長，在總參謀長、陸軍上將勞頓·科林斯手下工作。

## 韓戰

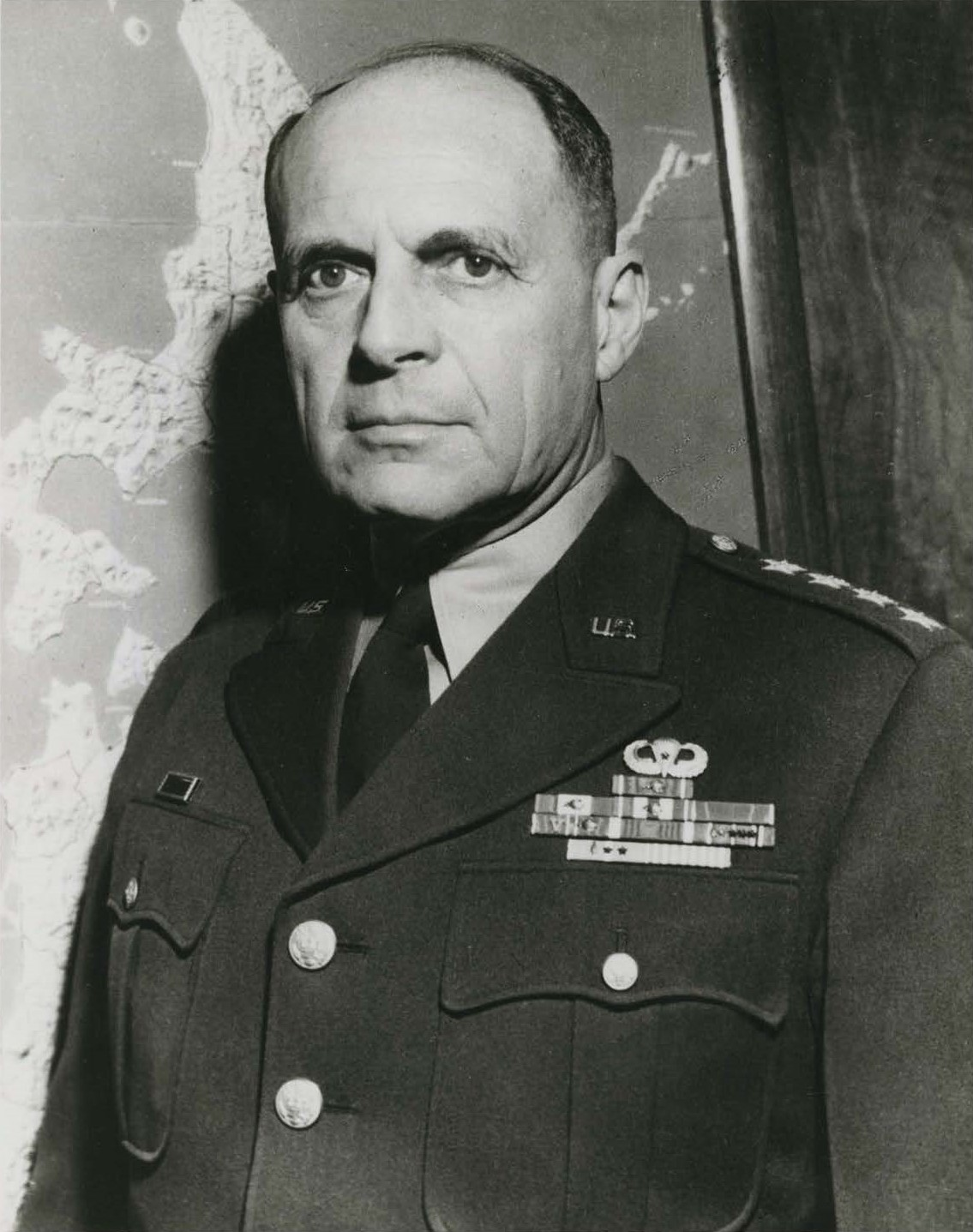
歐洲盟軍最高司令

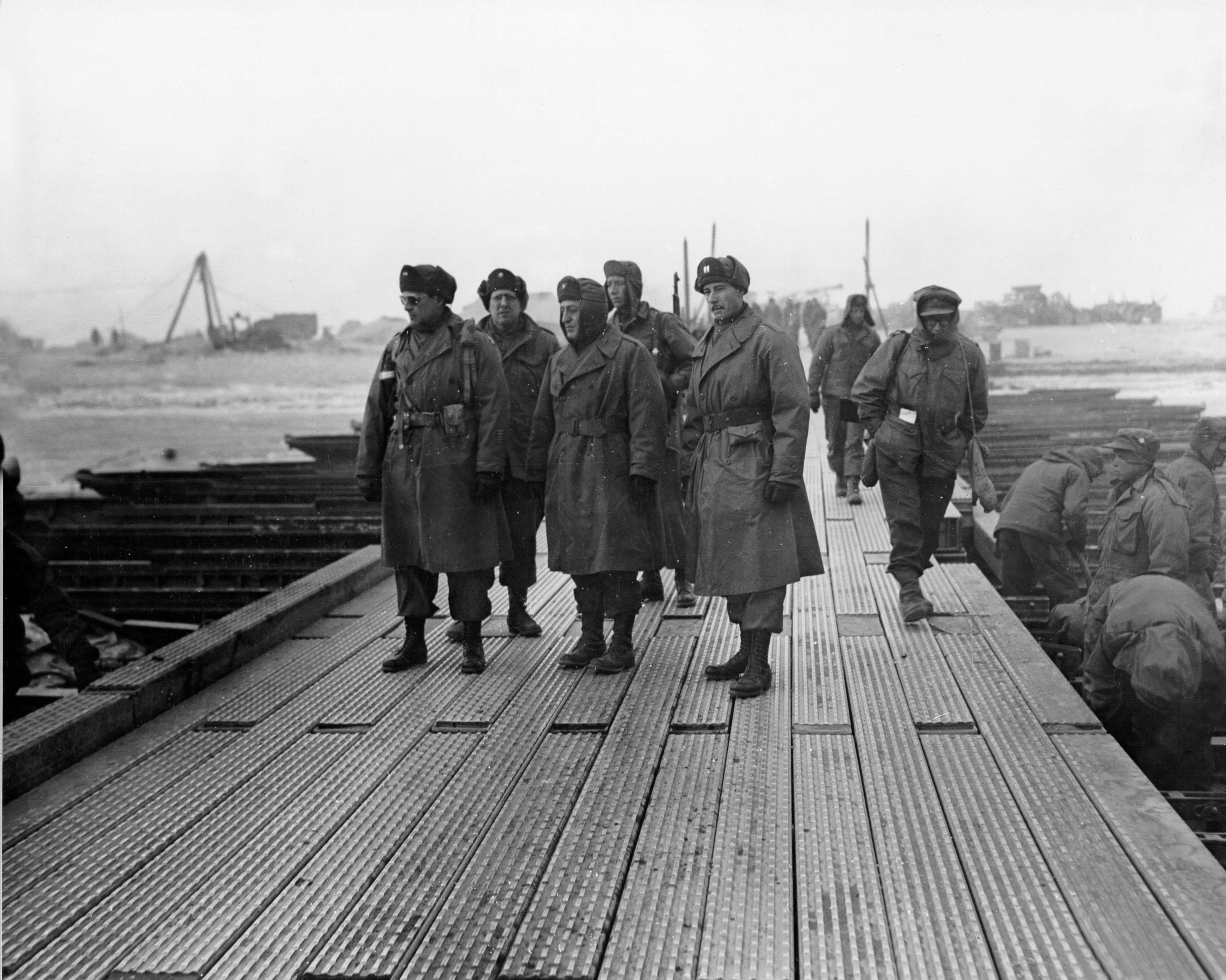
左一是李奇威視察朝鮮戰區

1950年6月韓戰爆發，美軍指揮官沃尔顿·沃克中將卻於1950年12月車禍喪生，李奇威此時接掌第8軍團，这是李奇威軍事生涯中最重要的一次任命，他在1951年率軍發動反攻。1951年4月杜魯門總統解除麥克阿瑟的兵權後，李奇威又成為了聯合國軍總司令。
軍事史學家大多認為，是李奇威把第8軍團從失敗、瀕臨崩潰的困境中解救出來，並最終阻止了中國人民志願軍的攻勢。他在此期間表現出的身體力行的領導藝術、以及對軍事作戰基本原則的深刻領悟，在美國陸軍歷史上樹立了令旁人難以企及的領導榜樣。李奇威沒有受麥克阿瑟那種桀驁不馴作風的影響，但是麥克阿瑟也給了李奇威前所未有的行動自由。
1952年5月，馬克·克拉克接替李奇威担任联合国军总司令，而李奇威则接替艾森豪威爾，擔任歐洲盟軍最高司令。由於他周圍安排的儘是美國參謀人員，歐洲的軍事領導人對他頗有微辭。此後，李奇威接替柯林斯，擔任美國陸軍總參謀長。很多歷史學家認為他在陸軍總參謀長任上，使美國捲入越南戰爭的時間推後了大約十年：當時艾森豪威爾總統讓他評估美國與法國聯合進行軍事干預的可行性，結果李奇威拿出了一份詳盡的計畫，表明美國需要為此投入巨量的資源，從而使艾森豪威爾打消了出兵干預的念頭。但這一事件也使兩人在二戰期間建立的良好關係受到嚴峻考驗。1955年，李奇威比他本人所計劃的要提前從美國陸軍退役，接替他的是馬克斯維爾·D·泰勒——他在第82空降師時的參謀長。

## 晚年
退役後的第二年，李奇威出版了他的自傳：《馬修·B·李奇威回憶錄》。
李奇威的個人生活遠不如他的軍事生涯來得成功。他曾三次結婚；據他的朋友和同事講，在1971年兒子因車禍喪生後，李奇威性情大變，變得日益鬱鬱寡歡。1993年7月，李奇威在匹茲堡郊區狐堂的家中因心臟驟停去世，享年98歲。
他被葬在阿靈頓國家公墓。參謀長聯席會議主席科林·鮑爾在悼詞中說：“沒有一個軍人比他更好地履職責，沒有一個軍人比他更好地維護榮譽，沒有一個軍人比他更愛國。每個美國軍人都欠這個偉人的債。”:205

## 軍事才能
在李奇微的職業生涯中，他被認為是一位傑出的領導者，贏得了下屬，同事和上級的尊重。奧馬爾·布雷德利上將讚譽李奇微扭轉朝鮮戰爭局勢是“在（美國）陸軍史上最偉大的個人領導才能”。:206
美國陸軍指參學院研究班（School of Advanced Military Studies, SAMS），在一本專著中如此描述李奇微：
|  | 儘管他完成了所有的軍事教育，但是在三次作戰行動的嚴厲考驗之後，他才最終成功地運用了作戰藝術。李奇微在西西里島戰役、大君主作戰與市場花園行動取得了戰術上的成功，但沒有充分運用作戰藝術。李奇微從他的失敗中學習，並在突出部戰役和大學行動期間逐漸改進了他對作戰藝術的應用。直到他的第五次經歷，他才掌握了作戰藝術。 |

李奇微認為領導力有三個主要成分：品格、勇氣和能力。 他將品格（包括自律、忠誠、無私、謙虛、承擔責任和承認錯誤的意願）描述為“整個領導大廈所倚賴的基石”。 他的勇氣觀包括生理上和道德上的勇氣。能力包括身體素質，預測何時會出現危機並解決問題，並且接近下屬：清楚地溝通並確保他們得到妥善和公正的對待。:20-22

## 著作
- 《回忆录 朝鲜战争》，中文版1983 军事科学出版社
- 《回忆录：北纬三十八度线》，中文版2013新华出版社

## 译名
他的中文译名原为李奇偉或李奇威，带有褒义，他作为联合国军司令与志愿军作战后，中国的媒体和香港大公文匯等左派媒体便给他更改译名为李奇微甚至李奇危。香港其他媒體仍使用李奇威。